# هزاردشت (أبعلي)
هزاردشت (بالفارسية: هزاردشت) هي قرية تقع في إيران في قسم أبعلي الريفي.